# Eccellenza Sardegna 2002-2003
Il campionato italiano di calcio di Eccellenza regionale 2002-2003 è stato il dodicesimo organizzato in Italia. Rappresenta il sesto livello del calcio italiano.
Questi sono i gironi organizzati dal comitato regionale della regione Sardegna.

## Squadre partecipanti
| Squadra                   | Città                    |
| ------------------------- | ------------------------ |
| Pol. Alghero              | Alghero (SS)             |
| U.S. Arbus S.r.l.         | Arbus (SU)               |
| Pol. Arzachena            | Arzachena (SS)           |
| Pol. Buddusò              | Buddusò (SS)             |
| U.S. Castelsardo          | Castelsardo (SS)         |
| U.S. Ilvamaddalena        | La Maddalena (SS)        |
| Pol. Latte Dolce          | Sassari (SS)             |
| Monteponi Iglesias Calcio | Iglesias (SU)            |
| U.S. Nuorese              | Nuoro (NU)               |
| U.S. Nuova Monreale       | San Gavino Monreale (SU) |
| P.S.F. Sant'Elena Quartu  | Quartu Sant'Elena (CA)   |
| G.S. Selargius            | Selargius (CA)           |
| Pol. Taloro               | Gavoi (NU)               |
| S.S. Tavolara             | Olbia (OT)               |
| U.S. Tempio               | Tempio Pausania (SS)     |
| Pol. Thiesi               | Thiesi (SS)              |

## Classifica finale
|  | Pos. | Squadra                                     | Pt | G  | V  | N  | P  | GF | GS | DR  |
|  | ---- | ------------------------------------------- | -- | -- | -- | -- | -- | -- | -- | --- |
|  | 1.   | Pol. Arzachena, Arzachena                   | 70 | 30 | 21 | 7  | 2  | 61 | 22 | +39 |
|  | 2.   | U.S. Arbus S.r.l., Arbus                    | 63 | 30 | 19 | 6  | 5  | 60 | 29 | +31 |
|  | 3.   | U.S. Ilvamaddalena, La Maddalena            | 62 | 30 | 17 | 11 | 2  | 49 | 28 | +21 |
|  | 4.   | A.S. Nuorese Calcio, Nuoro                  | 53 | 30 | 15 | 8  | 7  | 58 | 36 | +22 |
|  | 5.   | Pol. Alghero, Alghero                       | 47 | 30 | 12 | 11 | 7  | 31 | 27 | +4  |
|  | 6.   | S.S. Tavolara Calcio, Olbia                 | 43 | 30 | 10 | 13 | 7  | 36 | 29 | +7  |
|  | 7.   | U.S. Castelsardo, Castelsardo               | 42 | 30 | 11 | 9  | 10 | 41 | 39 | +2  |
|  | 8.   | P.S.F. Sant'Elena Quartu, Quartu Sant'Elena | 37 | 30 | 8  | 13 | 9  | 40 | 38 | +2  |
|  | 9.   | G.S. Selargius, Selargius                   | 36 | 30 | 10 | 6  | 14 | 49 | 57 | -8  |
|  | 10.  | U.S. Tempio, Tempio Pausania                | 35 | 30 | 8  | 11 | 11 | 33 | 36 | -3  |
|  | 11.  | F.C. Monteponi Iglesias, Iglesias           | 33 | 30 | 9  | 6  | 15 | 35 | 50 | -15 |
|  | 12.  | U.S. Nuova Monreale, Monreale San Gavino    | 32 | 30 | 7  | 11 | 12 | 42 | 55 | -13 |
|  | 13.  | Pol. Taloro Gavoi, Gavoi                    | 31 | 30 | 5  | 16 | 9  | 44 | 53 | -9  |
|  | 14.  | Pol. Thiesi, Thiesi                         | 30 | 30 | 7  | 9  | 14 | 25 | 42 | -17 |
|  | 15.  | Pol. Buddusò, Buddusò                       | 20 | 30 | 5  | 5  | 20 | 34 | 58 | -24 |
|  | 16.  | Pol. Latte Dolce, Sassari                   | 10 | 30 | 0  | 10 | 20 | 17 | 56 | -39 |